# Narsarmijit
Narsarmijit (del groenlandès «habitants del pla, en danès Frederiksdal i conegut antigament com a Narsaq Kujalleq) és una població del sud de Groenlàndia que pertany a la municipalitat de Kujalleq. En 2010 tenia 97 habitants.

## Geografia
Narsarmijit és l'assentament més austral del país, situat a uns 50 km al nord de Cap Farvel, el cap sud de Groenlàndia.

## Història
El poble està situat a l'àrea de la més oriental dels assentaments nòrdics durant la seva colonització de Groenlàndia. L'antic poble d'Ikigait és aproximadament a 3 km de distància i era el lloc de la granja d'Herjólfr Bárðarson (Herjolfsnes, «Punt de Herjolf»).
El missioner de la Germandat de Moràvia Conrad Kleinschmidt (1768-1832) va fundar Friedrichsthal (del danès: Frederiksdal, literalment, «Vall de Federic») en 1824 en honor del rei Frederic VI de Dinamarca. L'assentament va ser el quart que va fundar la germandat, després de Neu-Herrnhut (1733), Lichtenfels (1748) i de Lichtenau (1774) i posteriorment es van fundar Umanak (1861) i Idlorpait (1864). Totes les missions de Groenlàndia es van sotmetre a l'església luterana en 1900.
Al segle xix, l'àrea va servir com un territori privilegiat per a la cacera de foques.
Els membres de l'assentament van rescatar als supervivents del vaixell Hansa de l'expedició polar alemanya en 1870.
En 1906, el pastor Jens Chemnitz va fundar la primera granja d'ovelles de Groenlàndia en Narsarmijit; actualment les granges s'han desplaçat cap al nord, a les pastures més grans que hi ha al voltant Narsaq.

## Població
La majoria de les poblacions i assentaments del sud de Groenlàndia presenten uns patrons de creixement negatiu durant les últimes dues dècades, i molts assentaments s'han despoblat ràpidament.

## Transport
Narsarmijit té un heliport (IATA: QFN; ICAO:BGFD) amb una pista de 15 metres.
Air Greenland opera govern vols contractats als pobles de la regió. Aquests vols de càrrega en la seva majoria no s'ofereixen en el calendari, encara que poden ser reservades amb antelació. Els horaris de sortida d'aquests vols especificats de reserva són per definició aproximada, amb el servei de liquidació optimitzat sobre la marxa en funció de locals demanda d'un dia donat.
Hi ha vols directes cap a Nanortalik, Qaqortoq i Narsarsuaq.